# Mistrovství světa v biatlonu 2015 – štafeta žen
Štafeta žen na Mistrovství světa v biatlonu 2015 se konala v pátek 13. března v lyžařském středisku v Kontiolahti Stadium jako devátý závod šampionátu. Zahájení štafety proběhlo v 17:15 hodin středoevropského času. Závodu se zúčastnilo celkem 25 štafet.
Obhájcem titulu byla štafeta Norska, která dojela na 5. místě. Úřadujícími olympijskými vítězkami v této disciplíně ze sočských her byly Ukrajinky, které skončily hned za Norskem na 6. pozici.
Devátou zlatou medaili v historii získalo Německo, které ve složení Franziska Hildebrandová, Franziska Preussová, Vanessa Hinzová a Laura Dahlmeierová zvítězilo před druhou Francií o více než minutu. Bronz brala štafeta Itálie, která tak obhájila svoji pozici ze šampionátu v roce 2013.

## Výsledky
| Pořadí | Č. | Stát                                                                                                | Čas                                       | Střelba (L+S)                           | Ztráta  |
| --- | -- | --------------------------------------------------------------------------------------------------- | ----------------------------------------- | --------------------------------------- | ------- |
| Zlatá medaile                                                                                             | 2  | Německo Franziska Hildebrandová Franziska Preussová Vanessa Hinzová Laura Dahlmeierová              | 1:11:54,6 18:18,8 18:04,9 18:17,7 17:13,2 | 0+1 0+5 0+0 0+2 0+1 0+2 0+0 0+1 0+0 0+0 | —       |
| Stříbrná medaile                                                                                          | 4  | Francie Anaïs Bescondová Enora Latuillièreová Justine Braisazová Marie Dorinová Habertová           | 1:12:54,9 18:13,8 18:24,3 19:22,1 16:54,7 | 1+6 0+3 0+0 0+1 0+1 0+1 1+3 0+1 0+2 0+0 | +1:00,3 |
| Bronzová medaile                                                                                          | 5  | Itálie Lisa Vittozziová Karin Oberhoferová Nicole Gontierová Dorothea Wiererová                     | 1:13:00,7 18:11,2 18:03,2 19:26,2 17:20,1 | 0+3 0+6 0+0 0+0 0+1 0+3 0+2 0+2 0+0 0+1 | +1:06,1 |
| 4. | 8  | Rusko Jekatěrina Glazyrinová Darja Virolajnenová Jekatěrina Jurlovová Jekatěrina Šumilovová         | 1:13:11,4 18:06,7 18:39,4 18:25,7 17:59,6 | 0+2 0+5 0+0 0+0 0+0 0+3 0+1 0+0 0+1 0+2 | +1:16,8 |
| 5. | 7  | Norsko Marte Olsbuová Synnøve Solemdalová Fanny Hornová Birkelandová Tiril Eckhoffová               | 1:13:19,2 18:20,0 18:58,0 18:46,4 17,14,8 | 0+8 0+2 0+2 0+0 0+3 0+1 0+1 0+1 0+2 0+0 | +1:24,6 |
| 6. | 6  | Ukrajina Iryna Varvynecová Julija Džymová Olga Abramovová Valentyna Semerenková                     | 1:13:37,1 18:39,6 18:17,8 19:15,3 17:24,4 | 0+3 1+6 0+1 0+2 0+0 0+1 0+0 1+3 0+2 0+0 | +1:42,5 |
| 7. | 3  | Bělorusko Naděžda Skardinová Naděžda Pisarevová Iryna Krjuková Darja Domračevová                    | 1:14:00,4 18:21,2 19:05,0 18:44,6 17:49,6 | 0+2 1+6 0+0 0+1 0+1 1+3 0+0 0+0 0+1 0+2 | +2:05,8 |
| 8. | 1  | Česko (r) Eva Puskarčíková Gabriela Soukalová Jitka Landová Veronika Vítková                        | 1:15:06,3 18:32,7 17:44,2 19:58,1 18,51,3 | 2+6 1+5 0+0 0+2 0+0 0+0 0+3 1+3 2+3 0+0 | +3:11,7 |
| 9. | 13 | Švédsko Elisabeth Högbergová Mona Brorssonová Anna Magnussonová Emma Nilssonová                     | 1:15:10,4 18:50,3 18,45,7 19:17,1 18:17,3 | 0+2 0+3 0+1 0+1 0+1 0+0 0+0 0+2 0+0 0+0 | +3:15,8 |
| 10. | 10 | Kanada Megan Heinickeová Rosanna Crawfordová Audrey Vaillancourtová Julia Ransomová                 | 1:15:34,1 18:40,1 18:42,9 19:03,7 19:07,4 | 0+5 1+5 0+1 0+0 0+0 1+3 0+2 0+0 0+2 0+2 | +3:39,5 |
| 11. | 11 | Rakousko Lisa Hauserová Dunja Zdoucová Simone Kupfnerová Katharina Innerhoferová                    | 1:15:38,6 18:20,5 18:45,3 20:04,6 18,28,2 | 0+3 0+6 0+0 0+2 0+1 0+0 0+1 0+2         | +3:44,0 |
| 12. | 21 | USA Susan Dunkleeová Hannah Dreissigackerová Annelies Cooková Clare Eganová                         | 1:15:39,4 18:10,0 19:10,4 19:26,4 18:52,6 | 0+7 0+7 0+2 0+0 0+3 0+2 0+2 0+2 0+0 0+3 | +3:44,8 |
| 13. | 9  | Polsko Monika Hojniszová Magdalena Gwizdońová Weronika Nowakowská-Ziemniaková Krystyna Guziková     | 1:15:46,9 18:06,3 20:24,5 18:54,1 18:22,0 | 1+6 2+5 0+0 0+0 1+3 2+3 0+1 0+2 0+2 0+0 | +3:52,3 |
| 14. | 15 | Kazachstán Olga Poltoraninová Anna Kistanovová Darja Usanovová Alina Rajkovová                      | 1:16:10,8 18:45,8 19:21,1 19:27,1 18:36,8 | 0+7 0+3 0+1 0+0 0+3 0+0 0+3 0+2 0+0 0+1 | +4:16,2 |
| 15. | 16 | Rumunsko Éva Tófalviová Luminița Pișcoranová Réka Ferenczová Florina Ioana Cîrsteaová               | 1:16:24,4 18:19,3 18:36,5 19:28,2 20:00,4 | 0+2 0+3 0+1 0+1 0+0 0+1 0+0 0+0 0+1 0+1 | +4:29,8 |
| 16. | 18 | Estonsko Kadri Lehtlová Johanna Talihärmová Darja Jurlovová Kristel Viigipuová                      | 1:16:38,2 18:46,2 18:52,1 19:23,1 19:36,8 | 0+4 0+2 0+2 0+0 0+1 0+0 0+0 0+1 0+1 0+1 | +4:43,6 |
| 17. | 23 | Finsko Sanna Markkanenová Mari Laukkanenová Eevamari Rauhamäkiová Kaisa Mäkäräinenová               | 1:17:00,8 19:34,6 18:49,6 21:19,6 17:17,0 | 2+5 0+4 0+0 0+2 0+2 0+0 2+3 0+1 0+0 0+1 | +5:06,2 |
| 18. | 24 | Čína Tchang Ťia-lin Čang Jen Sung Čchao-čching Čang Čao-chan                                        | 1:17:13,3 19:02,8 18:56,4 19:50,5 19:23,6 | 0+2 0+4 0+2 0+1 0+0 0+1 0+0 0+0 0+0 0+2 | +5:18,7 |
| 19. | 14 | Slovensko Paulína Fialková Jana Gereková Terézia Poliaková Martina Chrapánová                       | 1:17:13,3 19:53,9 18:31,1 19:10,1 19:38,2 | 2+8 0+8 1+3 0+3 0+0 0+3 0+2 0+1 1+3 0+1 | +5:18,7 |
| 20. | 25 | Japonsko Fujuko Suzukiová Jurie Tanakaová Miki Kobajašiová Kacura Satová                            | LAP 18:30,1 19,57,0 20:49,3               | 2+9 0+7 0+0 0+2 1+3 0+0 1+3 0+2 0+3 0+3 | +9:99,8 |
| 21. | 17 | Litva Gabrielė Leščinskaitėová Diana Rasimovičiūtėová Natalija Kočerginová Natalija Paulauskaitėová | LAP 19:33,4 20:07,6 20:28,1               | 1+7 0+8 0+0 0+2 0+3 0+3 1+3 0+2 0+1 0+1 | +9:99,8 |
| 22. | 12 | Švýcarsko Aita Gasparinová Elisa Gasparinová Lena Häckiová Flurina Volkenová                        | LAP 20:04,0 19:48,9 20:41,2               | 4+9 0+8 0+2 0+2 1+3 0+2 3+3 0+1 0+1 0+3 | +9:99,8 |
| 23. | 22 | Slovinsko Andreja Maliová Teja Gregorinová Urška Pojová Anja Erženová                               | LAP 19:03,3 20:47,1 20:28,7               | 0+6 1+9 0+3 0+0 0+1 1+3 0+1 0+3         | +9:99,8 |
| 24. | 19 | Bulharsko Emilia Jordanovová Desislava Stojanovová Stefani Popovová Daniela Kadevová                | LAP 19:00,7 19:19,6 20:28,8               | 1+7 0+6 0+2 0+0 0+2 0+2 0+0 0+1 1+3 0+3 | +9:99,8 |
| 25. | 20 | Jižní Korea Mun Ji-hee Kim Seon-su Ko Eun-jung Kim Kjung-nam                                        | LAP 19:27,8 21:23,3 19:46,1               | 0+4 0+5 0+2 0+0 0+1 0+2 0+1 0+0 0+0 0+3 | +9:99,8 |
| Č. – startovní číslo týmu, LAP – tým byl předběhnut o kolo, r – vedoucí tým disciplíny ve světovém poháru |    | |                                           |                                         |         |